# Rüfüs Du Sol
Rüfüs Du Sol, ursprünglich nur Rüfüs, ist eine australische Alternative-Dance-Gruppe aus Sydney.

## Geschichte
Die Gruppe gründete sich 2010 aus den Mitgliedern Jon George, Tyrone Lindqvist und James Hunt als Rüfüs. 2013 kam ihr Debütalbum Atlas heraus und erreichte am 25. August 2013 die Nr.-1-Position der australischen Albumcharts. Der Name Rüfüs wurde zunächst nur für Auftritte in Nordamerika geändert, da dieser bereits vergeben war. Am 22. Januar 2016 veröffentlichten Rüfüs ihr zweites Album Bloom, welches wie schon das erste die Spitze der australischen Albumcharts erreichte. Im Oktober 2018 erschien das dritte Studioalbum der Gruppe, Solace, unter dem neuen Namen Rüfüs Du Sol. Das Album schaffte es bis auf Platz 2 der australischen Albumcharts.
Das Album Surrender erschien 2021 und brachte Rüfüs Du Sol zum dritten Mal auf Platz 1 in Australien und diesmal auch in die Schweizer Hitparade. Der Song Alive wurde bei den Grammy Awards in den USA in der Kategorie Beste Dance-/Electronic-Aufnahme nominiert und gewann die Auszeichnung.

## Diskografie
Studioalben

| Jahr | Titel Musiklabel                                   | Höchstplatzierung, Gesamtwochen, AuszeichnungChartplatzierungen (Jahr, Titel, Musiklabel, Platzierungen, Wochen, Auszeichnungen, Anmerkungen) | Höchstplatzierung, Gesamtwochen, AuszeichnungChartplatzierungen (Jahr, Titel, Musiklabel, Platzierungen, Wochen, Auszeichnungen, Anmerkungen) | Höchstplatzierung, Gesamtwochen, AuszeichnungChartplatzierungen (Jahr, Titel, Musiklabel, Platzierungen, Wochen, Auszeichnungen, Anmerkungen) | Höchstplatzierung, Gesamtwochen, AuszeichnungChartplatzierungen (Jahr, Titel, Musiklabel, Platzierungen, Wochen, Auszeichnungen, Anmerkungen) | Höchstplatzierung, Gesamtwochen, AuszeichnungChartplatzierungen (Jahr, Titel, Musiklabel, Platzierungen, Wochen, Auszeichnungen, Anmerkungen) | Anmerkungen                                               |
| Jahr | Titel Musiklabel                                   | CH | UK | US | AU | NZ | Anmerkungen                                               |
| ---- | -------------------------------------------------- | --- | --- | --- | --- | --- | --------------------------------------------------------- |
| 2013 | Atlas Sweat It Out                                 | — | UK96 (1 Wo.)UK | — | AU1 Platin · (34 Wo.)AU | — | Erstveröffentlichung: 9. August 2013 Verkäufe: + 70.000   |
| 2016 | Bloom Sweat It Out                                 | — | — | — | AU1 Platin · (28 Wo.)AU | NZ14 (2 Wo.)NZ | Erstveröffentlichung: 22. Januar 2016 Verkäufe: + 70.000  |
| 2018 | Solace Rose Avenue • Sony Music Australia • Warner | — | — | — | AU2 Gold · (6 Wo.)AU | NZ32 Gold · (1 Wo.)NZ | Erstveröffentlichung: 19. Oktober 2018 Verkäufe: + 42.500 |
| 2021 | Surrender Rose Avenue • Warner                     | CH89 (1 Wo.)CH | — | — | AU1 (16 Wo.)AU | NZ27 (1 Wo.)NZ | Erstveröffentlichung: 22. Oktober 2021                    |
| 2023 | Live from Joshua Tree Warner                       | — | — | — | AU14 (1 Wo.)AU | — | Erstveröffentlichung: 30. Juni 2023                       |
| 2024 | Inhale / Exhale Warner                             | CH18 (1 Wo.)CH | — | US179 (1 Wo.)US | AU3 (3 Wo.)AU | NZ23 (1 Wo.)NZ | Erstveröffentlichung: 11. Oktober 2024                    |

## Auszeichnungen

### AIR Awards
| Jahr | Kategorie                                          | Nominierter Künstler/Werk | Resultat  |
| ---- | -------------------------------------------------- | ------------------------- | --------- |
| 2013 | Carlton Dry Global Music Grant                     | RÜFÜS                     | Nominiert |
| 2013 | Best Independent Dance/Electronica or Club Single  | "Take Me"                 | Nominiert |
| 2014 | Best Independent Album                             | Atlas                     | Nominiert |
| 2014 | Best Independent Dance, Electronica Album          | Atlas                     | Gewonnen  |
| 2014 | Best Independent Dance, Electronica or Club Single | "Sundream"                | Nominiert |

### ARIA Music Awards
| Jahr | Kategorie                     | Nominierter Künstler/Werk | Resultat  |
| ---- | ----------------------------- | ------------------------- | --------- |
| 2013 | Breakthrough Artist – Release | Atlas                     | Nominiert |
| 2013 | Best Dance Release            | Atlas                     | Nominiert |
| 2014 | Best Group                    | "Sundream"                | Nominiert |
| 2014 | Best Dance Release            | "Sundream"                | Nominiert |
| 2014 | Best Australian Live Act      | RÜFÜS                     | Nominiert |
| 2015 | Best Dance Release            | "You Were Right"          | Gewonnen  |

### Grammy Awards
| Jahr | Kategorie                       | Nominierter Künstler/Werk | Resultat |
| ---- | ------------------------------- | ------------------------- | -------- |
| 2022 | Best Dance/Electronic Recording | Alive                     | Gewonnen |